# Chaillé-sous-les-Ormeaux
Chaillé-sous-les-Ormeaux korábbi község Franciaország Loire mente régiójában, Vendée megyében. 2016. január 1-jén Saint-Florent-des-Bois korábbi községgel egyesült és az így létrejött Rives de l’Yon új község része lett.
Lakosainak száma 1347 fő (2018. január 1.). Chaillé-sous-les-Ormeaux La Boissière-des-Landes, Le Champ-Saint-Père, Nesmy, Rosnay, Saint-Vincent-sur-Graon, Le Tablier és Rives de l’Yon községekkel határos.

## Népesség
A település népességének változása:
| Lakosok száma | 869  | 863  | 870  | 990  | 1028 | 1206 | 1310 | 1335 | 1340 | 1347 |
|               | 1962 | 1968 | 1975 | 1982 | 1990 | 2008 | 2013 | 2015 | 2017 | 2018 |